# 武契特爾恩
武契特爾恩（羅馬化：Vučitrn）是科索沃米特羅維察區武契特尔恩市镇内的城市及行政中心，位於科索沃北部地區。2011年时城市人口数量为26,964人，而整个市镇的人口数量则为69,870人。這裡的大多數居民是阿爾巴尼亞族。
科索沃警察部隊的培訓學校位於這裡。

## 外部連結
- 武契特尔恩市镇官方网站 （页面存档备份，存于）
- OSCE Profile of Vučitrn （页面存档备份，存于）